# 阴间 (日本)

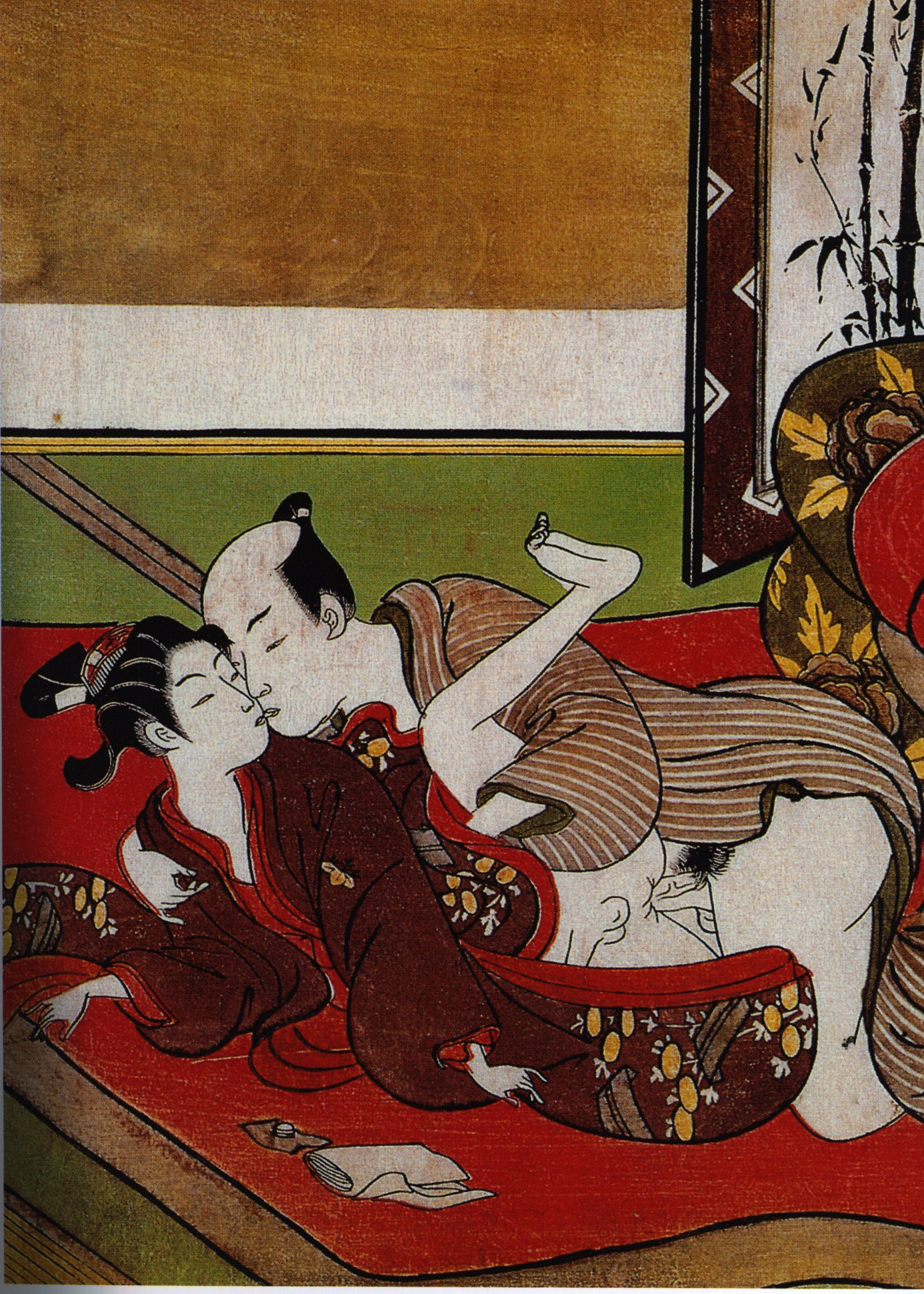
描绘日本阴间肛交的春宫画。
（铃木春信 画）

阴间（日语：陰間）是指日本江户时代在茶室内为男性提供同性性服务的男妓统称（p. 109）。特指那些虚岁从13、14岁到20岁左右的卖春美少年。
阴间主要以服务男性顾客为主，但偶尔也有少数女性顾客。

## 发展
阴间的原意是指歌舞伎中的少年演员，他们在没有正式出道而登上舞台之前都是在“阴之间”接受培训，故而用阴间称呼这些少年演员。当时，由于不少少年演员兼职卖淫，故而阴间就渐渐成为这类人群的称呼。

## 业余阴间
歌舞伎最初是由女性登台所表演的，“女歌舞伎”曾一度风靡整个古代日本。由于这些女歌舞伎也涉足卖淫，因此江户町奉行所以“扰乱公共道德”为由在宽永6年（1629年）禁止女性登台表演。由于这条禁令，原本人气就与女歌舞伎差不多的由未成年男性所构成的“若众歌舞伎”更是在日本大行其道。那个时候，若众歌舞伎也涉足卖淫，但他们大多以男性顾客为主要目标，不过也包含少量女性顾客。因此，町奉行所在庆安5年（1652年）也禁止了“若众歌舞伎”。
然而，随着江户的娱乐街区的火热程度已经消散，为了挽救江户的娱乐产业，江户居民向町奉行所呼吁恢复若众歌舞伎。町奉行所最终决定，首先若众歌舞伎演员必须剃月代头（当时日本成年男子的发型）；其次歌舞伎表演的音乐和舞蹈必须在主题上切合“物真似狂言尽”，只有符合这两点方可开禁若众歌舞伎。此后，歌舞伎也被称之为“野郎歌舞伎”。